# (500123) 2012 CK11
(500123) 2012 CK11 es un asteroide perteneciente al cinturón de asteroides, descubierto el 19 de enero de 2012 por el equipo del Spacewatch desde el Observatorio Nacional de Kitt Peak, Arizona, Estados Unidos.

## Designación y nombre
Designado provisionalmente como 2012 CK11.

## Características orbitales
2012 CK11 está situado a una distancia media del Sol de 2,376 ua, pudiendo alejarse hasta 2,510 ua y acercarse hasta 2,242 ua. Su excentricidad es 0,056 y la inclinación orbital 4,909 grados. Emplea 1338,01 días en completar una órbita alrededor del Sol.

## Características físicas
La magnitud absoluta de 2012 CK11 es 18,5.